# Fuentesoto
Fuentesoto is een gemeente in de Spaanse provincie Segovia in de regio Castilië en León met een oppervlakte van 29,78 km². Fuentesoto telt 115 inwoners (1 januari 2016).

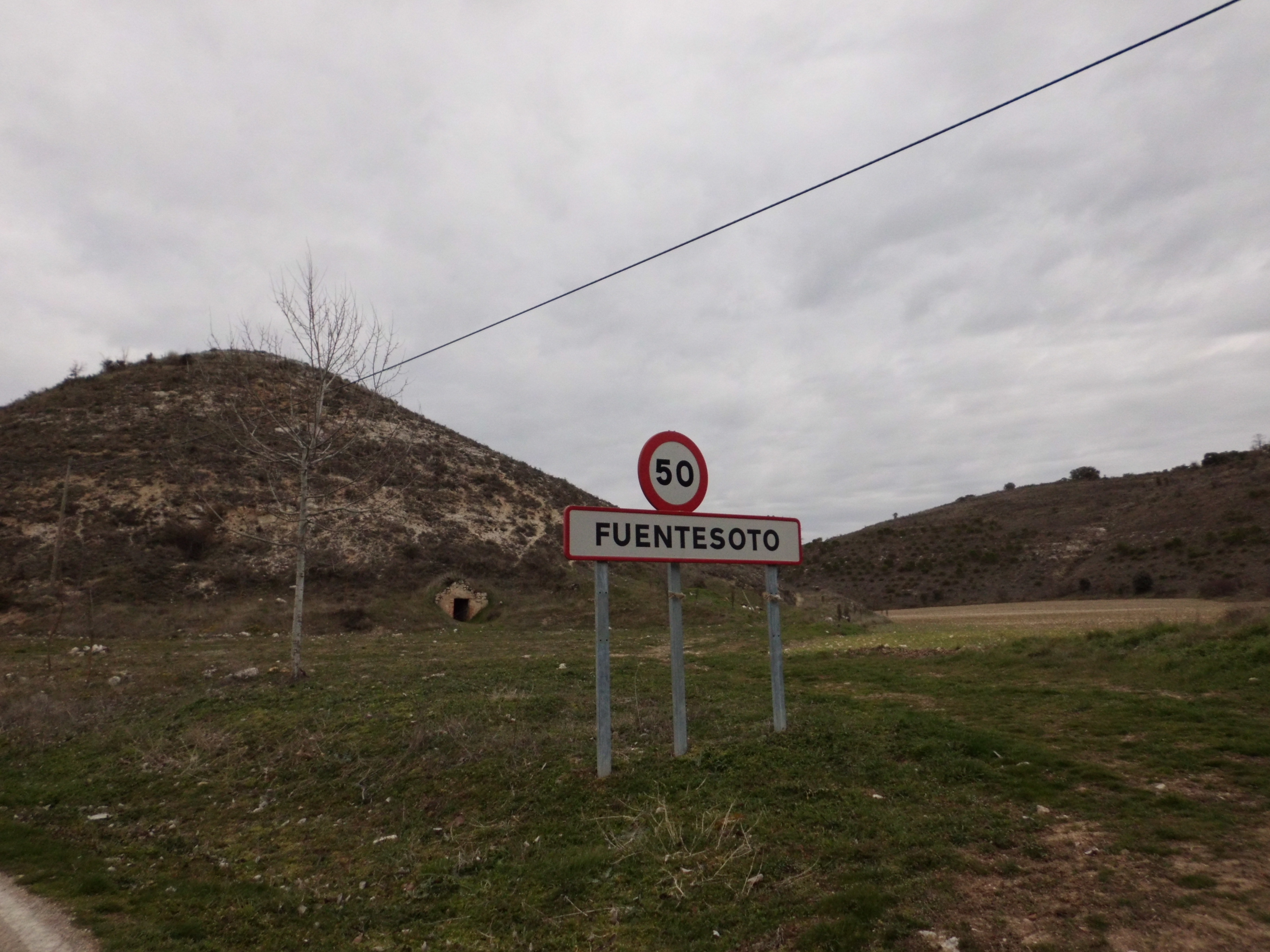
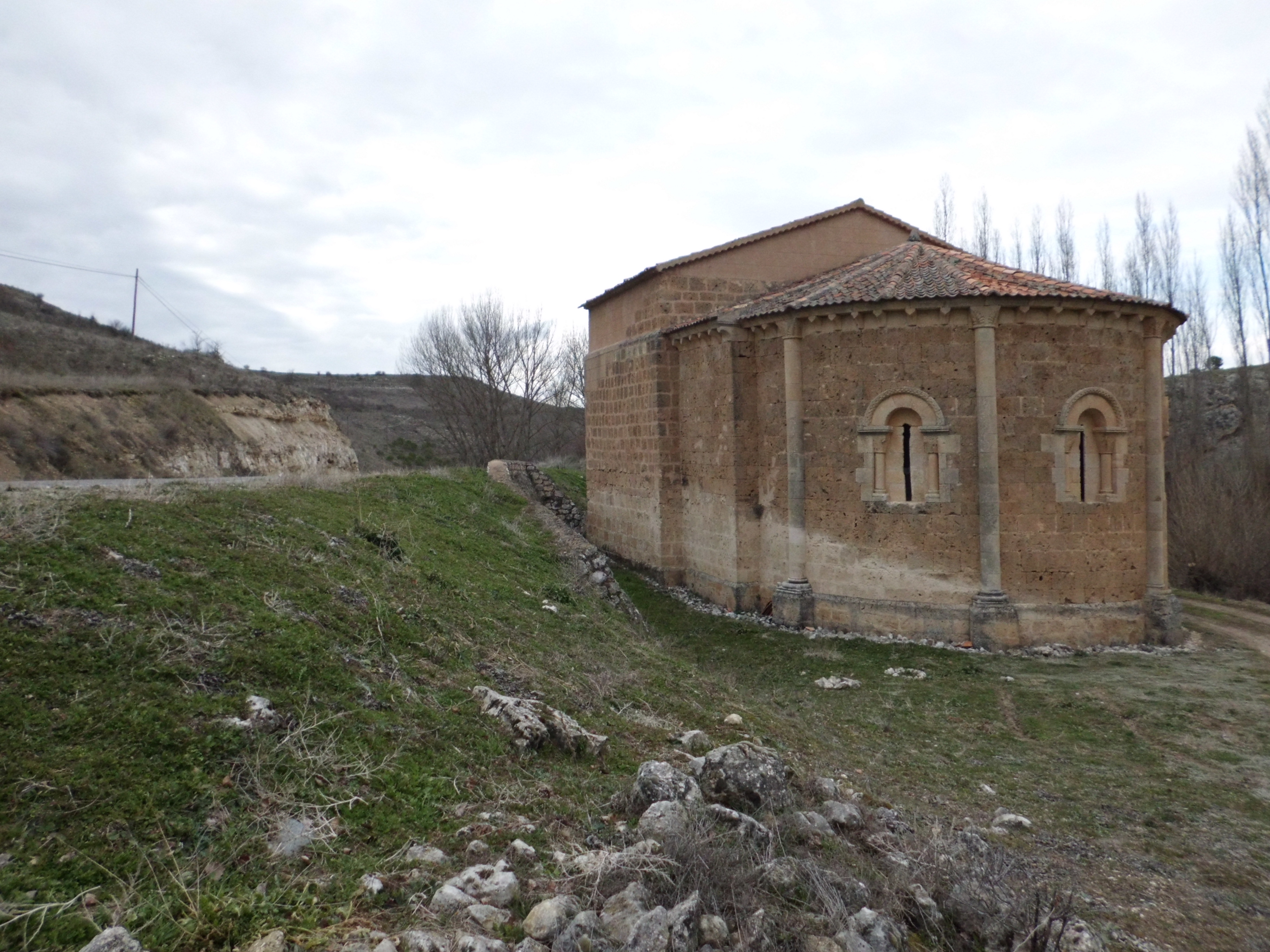
Kapel San Vicente

## Demografische ontwikkeling
Bron: INE, 1857-2011: volkstellingen
Opm.: In 1857 werd de gemeente Tejares aangehecht